# Johann Wilhelm Zollmann
Johann Wilhelm Zollmann (* Mai 1697 in Coburg; † 26. Dezember 1749 in Dresden) war ein deutscher Kartograf und Geodät.

## Leben
Johann Wilhelm war ein Sohn des „fürstlich Sächsischen Geheimden Raths“ Johann Ludwig Zollmann. Er studierte in Jena ab 1717 die „Weltweisheit“ und wurde dort 1721 Magister der Philosophischen Fakultät. Er war an verschiedenen Höfen tätig und kam schließlich nach Dresden, wo er 1743 Capitain im Artillerie-Corps wurde.
Das berühmteste Werk Zollmanns ist die „Vollständige Anleitung zur Geodäsie, oder practischen Geometrie. Alles aus eigenen Erfahrungen gesammelt und aufgesetzt von J. W. Zollmann. Mit nötigen Kupffern und einer Vorrede von Christian Wolfs“. In sechs Kapiteln wird die gesamte Feldmessung einschließlich der dazu benötigten Geräte behandelt bis zur Herstellung von topographischen Karten.
Seine Brüder Friedrich Zollmann und Philipp Heinrich Zollmann waren ebenfalls Kartografen.